# Michael Gartenschläger

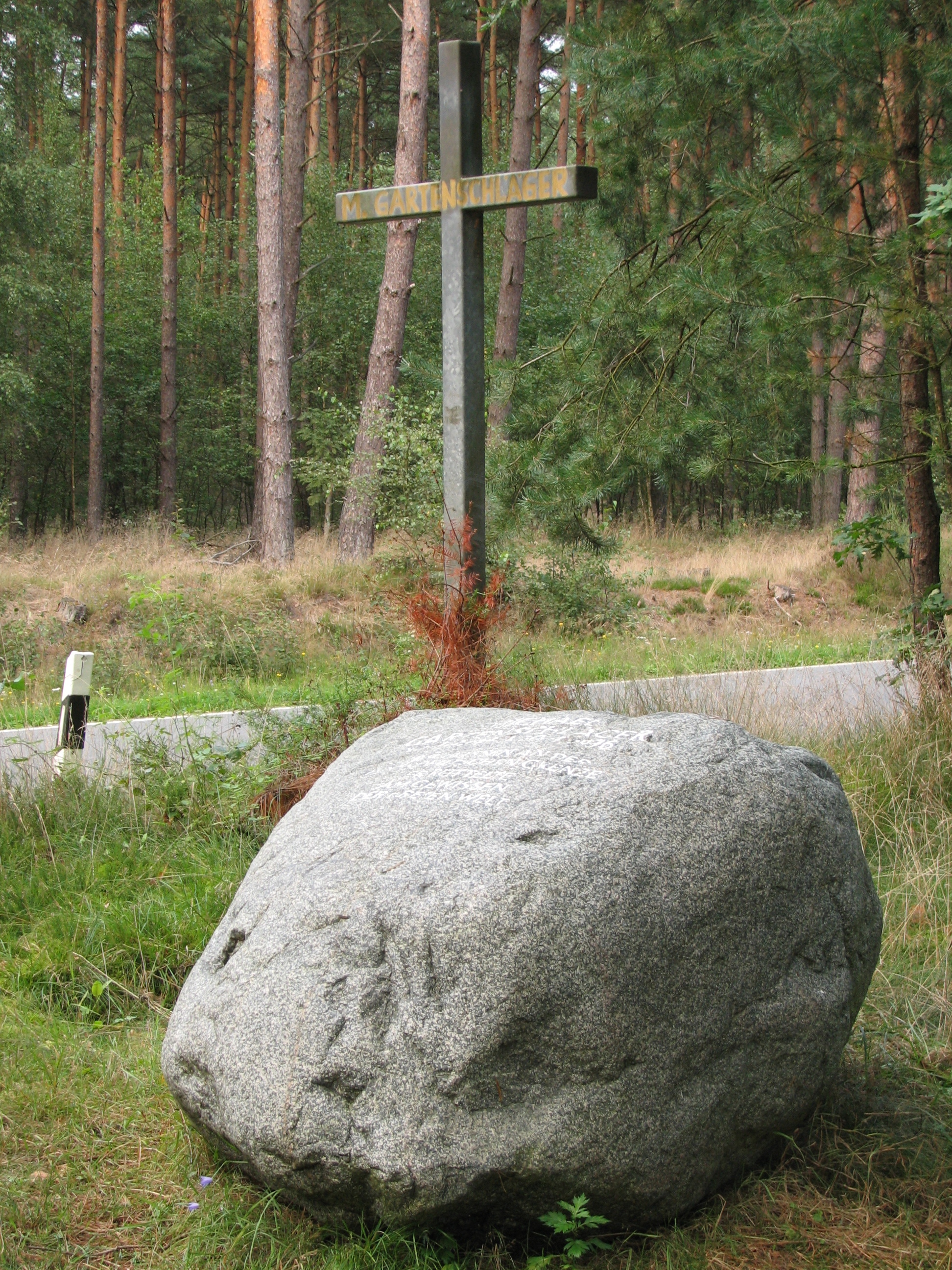
Michael-Gartenschläger-Gedenkstein mit Kreuz in der Gemeinde Langenlehsten nahe dem Sterbeort

Michael Gartenschläger (* 13. Januar 1944 in Strausberg bei Berlin; † 30. April 1976 an der innerdeutschen Grenze zwischen Leisterförde/Bezirk Schwerin und Bröthen/Schleswig-Holstein) war ein politischer Häftling in der DDR und Fluchthelfer. Er wurde durch ein Spezialkommando des Ministeriums für Staatssicherheit (MfS) beim Versuch, eine Selbstschussanlage an der Grenze abzumontieren, erschossen. In einem Urteil vom 16. Februar 2005 hat der Bundesgerichtshof einen Angeklagten vom Vorwurf freigesprochen, die Tötung Gartenschlägers organisiert und herbeigeführt zu haben; dabei wird unter anderem auf die Feststellung der Tatsacheninstanz abgestellt, dass das Landgericht nicht habe ausschließen können, dass Gartenschläger als erster geschossen habe.

## Leben
Michael Gartenschläger war der Sohn eines Gastwirtes und wurde von diesem liberal erzogen. Er entwickelte eine Leidenschaft für Rock-Musik und gründete gemeinsam mit Freunden einen Ted-Herold-Fanklub. Die Gruppe geriet bereits 1960 in das Visier der Ministerium für Staatssicherheit. Im August 1961 – siebzehnjährig – wurde Gartenschläger zusammen mit fünf Freunden nach Protesten gegen den Mauerbau und damit verbundener Brandstiftung an der Feldscheune einer LPG festgenommen und im September wegen „staatsgefährdender Propaganda und Hetze sowie der Diversion“ nach einem dreitägigen Schauprozess im Strausberger Kulturhaus der NVA vom Bezirksgericht Frankfurt (Oder) zu lebenslanger Zuchthausstrafe verurteilt. Dabei hatte ein bestellter Gutachter dem noch minderjährigen Gartenschläger die „biologische Volljährigkeit“ attestiert, um eine Verurteilung nach dem milderen Jugendstrafrecht zu umgehen.
Gartenschläger wurde zuerst in die zentrale Untersuchungshaftanstalt des Ministeriums für Staatssicherheit in Berlin-Lichtenberg und später in die Haftanstalt Brandenburg-Görden verbracht. Die dortige Anstaltsleitung verweigerte jedoch die Aufnahme unter Berufung auf die Minderjährigkeit Gartenschlägers. Daher folgte nach wenigen Tagen eine Verlegung in das Jugendgefängnis Torgau, von wo aus Gartenschläger im Jahr 1964 die Flucht versuchte, was schließlich doch noch zur Verlegung nach Brandenburg-Görden führte. Im Jahr 1966 starb Gartenschlägers Mutter; die Teilnahme am Begräbnis wurde ihm jedoch verwehrt. Seine Proteste dagegen führten zu einer dreiwöchigen Arreststrafe. Nach einer „Großfilzung“ der Haftanstalt an Heiligabend 1968, bei der Nahrungsmittel und andere Habseligkeiten der Gefangenen konfisziert wurden, versuchte Gartenschläger im Januar 1969 die Flucht aus der Haftanstalt, indem er sich in einer eigens präparierten Metallkiste versteckte. Sein Fluchtversuch wurde aber durch den Hinweis eines Mitgefangenen entdeckt und führte zu 21 Tagen Arrest sowie einem Jahr Einzelhaft. Im Rahmen eines Hofgangs, der einzigen Hafterleichterung, die er noch genoss, erkletterte Gartenschläger 1969 den 48 Meter hohen Schornstein der Haftanstalt und trug auf diesen mit herausgebrochenen Ziegelsteinen gut sichtbar das Wort „Hunger“ auf. Dies veranlasste einige Anwohner, sich mit Lebensmitteln vor dem Gefängnis zu versammeln, bevor die Gefängnisleitung die Ansammlung auflösen ließ. Um Gartenschläger vom Schornstein zu holen, verhandelte die Gefängnisleitung mit ihm und Gartenschläger erreichte eine Verdoppelung der Brotrationen auf 600 Gramm täglich sowie die Aufhebung der totalen Isolation der in Einzelhaft befindlichen Häftlinge durch die Bereitstellung von Zeitschriften und Büchern.
1971 wurde er nach fast zehn Jahren Haft, gesundheitlich durch Isolationshaft und mangelnde Verpflegung stark angegriffen, von der Bundesrepublik Deutschland für 40.000 DM freigekauft. Er machte sich in Hamburg als Pächter einer Tankstelle selbstständig.
Michael Gartenschläger engagierte sich weiterhin für seine politische Überzeugung, beteiligte sich zwischen November 1972 bis November 1975 an Fluchthilfen für insgesamt 31 Personen und verhalf sechs Menschen persönlich zur Flucht aus der DDR in die Bundesrepublik. Bei einem der Schleusungsversuche wurde Gartenschläger durch einen Spitzel verraten und in Bulgarien verhaftet, es gelang ihm jedoch, durch Begünstigung örtlicher Funktionsträger, sich zur diplomatischen Vertretung der Bundesrepublik in Belgrad durchzuschlagen. Durch diese Aktion stand er verschärft in der Aufmerksamkeit der Staatssicherheit und eine weitere Tätigkeit in der Fluchthilfe war zu riskant geworden.

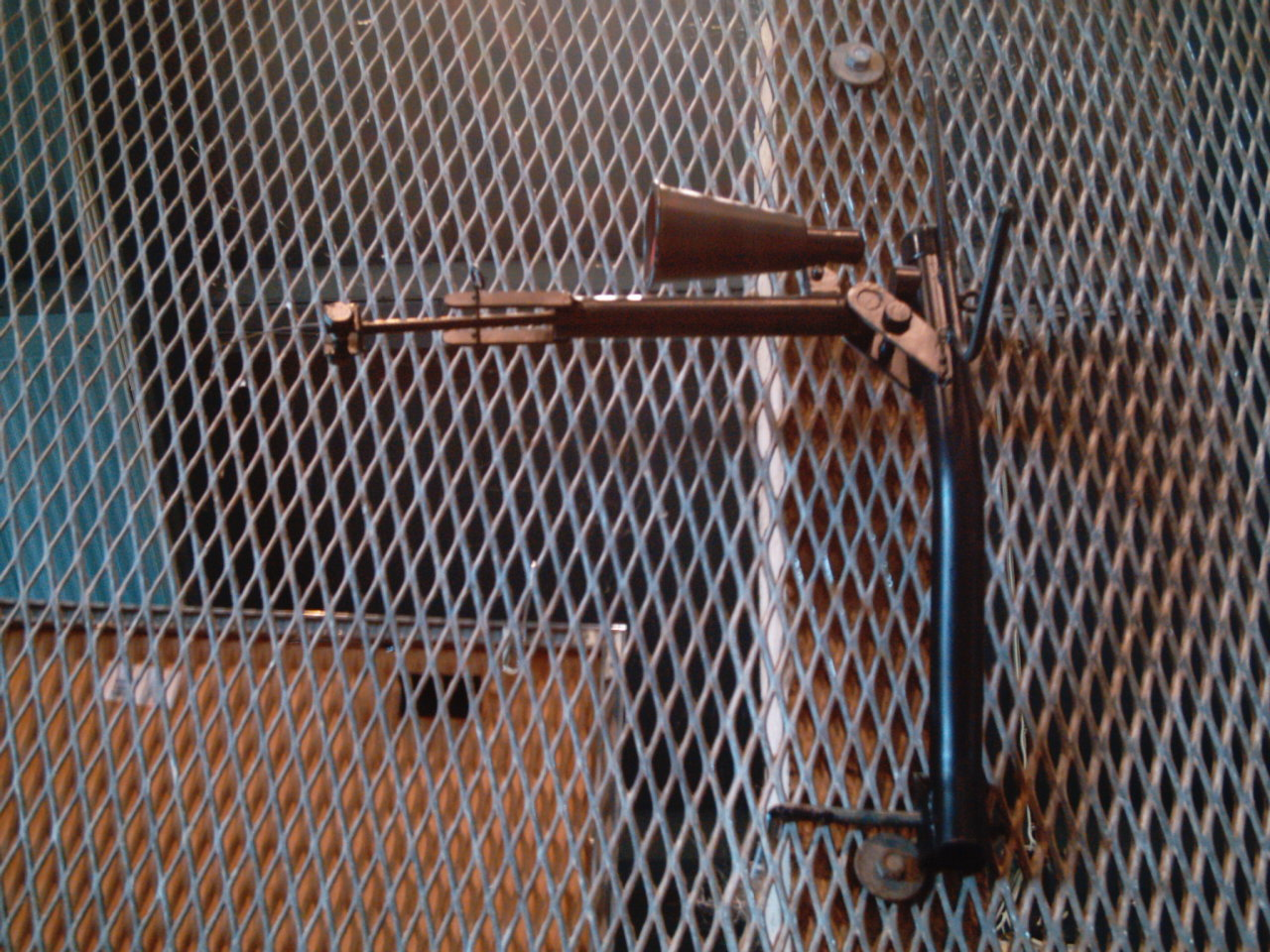
Selbstschussanlage SM-70 ("Splittermine Modell 1970").

Um die Propaganda der DDR zu entlarven, die ihren Einsatz von Selbstschussanlagen an der innerdeutschen Grenze seit dem Aufstellen der ersten Anlagen 1970 bestritt, demontierte er gemeinsam mit Lothar Lienicke am 30. März 1976 eine Selbstschussanlage vom Typ SM-70 („Splittermine Modell 1970“), die er dem Magazin Der Spiegel für 12.000 DM samt seiner Lebensgeschichte verkaufte. Eine weitere SM-70 demontierte er am 23. April 1976 und verkaufte sie am 26. April 1976 an die Arbeitsgemeinschaft 13. August e. V. für 3000 DM.

## Todesumstände
In der Nacht zum 1. Mai 1976 wollte Gartenschläger mit zwei Unterstützern eine dritte SM-70 am Grenzknick bei Grenzsäule 231 abbauen, wo er bereits die beiden anderen demontiert hatte. Alle drei Personen waren bewaffnet. In Kenntnis des Vorhabens, ohne jedoch Ort und Zeit genau zu wissen, waren auf DDR-Seite seit dem 24. April 1976 weiträumige Sicherungsmaßnahmen durch 29 Angehörige einer Einsatzkompanie der Hauptabteilung I des Ministeriums für Staatssicherheit angelaufen. Das Ziel der Maßnahme bestand darin, Gartenschläger nach dem Betreten des DDR-Territoriums „festzunehmen oder zu vernichten“. Gartenschläger postierte seine beiden Gefährten an der Grenzlinie und betrat allein das DDR-Territorium, um eine SM-70 zumindest zur Explosion zu bringen. Er lief auf den Knick des Grenzzauns zu, an dem bereits zwei Doppelposten der Einsatzkompanie in Stellung lagen.
In der Verhandlung des Falls im Jahre 2000 vertrat das Gericht die Auffassung, dass Gartenschläger mit großer Wahrscheinlichkeit mit seiner Pistole das Feuer auf die Posten eröffnete, nachdem einer der Posten aus Unachtsamkeit ein Geräusch verursacht hatte. Die Posten erwiderten das Feuer. Gartenschläger wurde durch mehrere Schüsse von vorn getroffen. Nach dieser ersten Schussfolge wurde von der anderen Seite des Grenzzauns ein Scheinwerfer auf den inzwischen auf dem Rücken liegenden Gartenschläger gerichtet. Einer der Schützen begab sich zu Gartenschläger und stellte fest, dass dieser noch lebte. Nachdem der Leutnant, der den Doppelposten anführte, Geräusche von westwärts vernahm, befahl er, das Licht abzuschalten und wieder in Deckung zu gehen. Eine zweite Schussfolge begann. Die Gefährten von Gartenschläger gaben an, dass sie nach der ersten Schussfolge flüchteten und dabei Geräusche verursachten. Einer der Gefährten berichtete, dass er, als sich ihm ein Scheinwerferkegel näherte, mit einer abgesägten Flinte schoss, worauf die zweite Schussfolge einsetzte, die ihm gegolten hätte.
Der tödlich verletzte Gartenschläger wurde durch den Grenzzaun transportiert. Gartenschläger lebte zu diesem Zeitpunkt noch. Ein hinzugerufener Militärarzt stellte als Todeszeitpunkt 23.45 Uhr fest. Die Untersuchung ergab, dass Gartenschläger wahrscheinlich mit dem ersten Treffer das Herz durchschossen wurde, woraufhin er auch bei einem sofortigen chirurgischen Eingriff kaum eine Überlebenschance gehabt hätte.
Gartenschlägers Leiche wurde am 10. Mai 1976 um 15 Uhr im Krematorium auf dem Schweriner Waldfriedhof als „unbekannte Wasserleiche“ verbrannt, die Asche auf einer Wiese des Waldfriedhofs anonym begraben. Eine Grabstelle sollte der Regimegegner nicht bekommen. Seine Schwester erfuhr erst nach der Wiedervereinigung, wo sich die Überreste ihres Bruders befanden, worauf Freunde Gartenschlägers ein Grab anlegten.

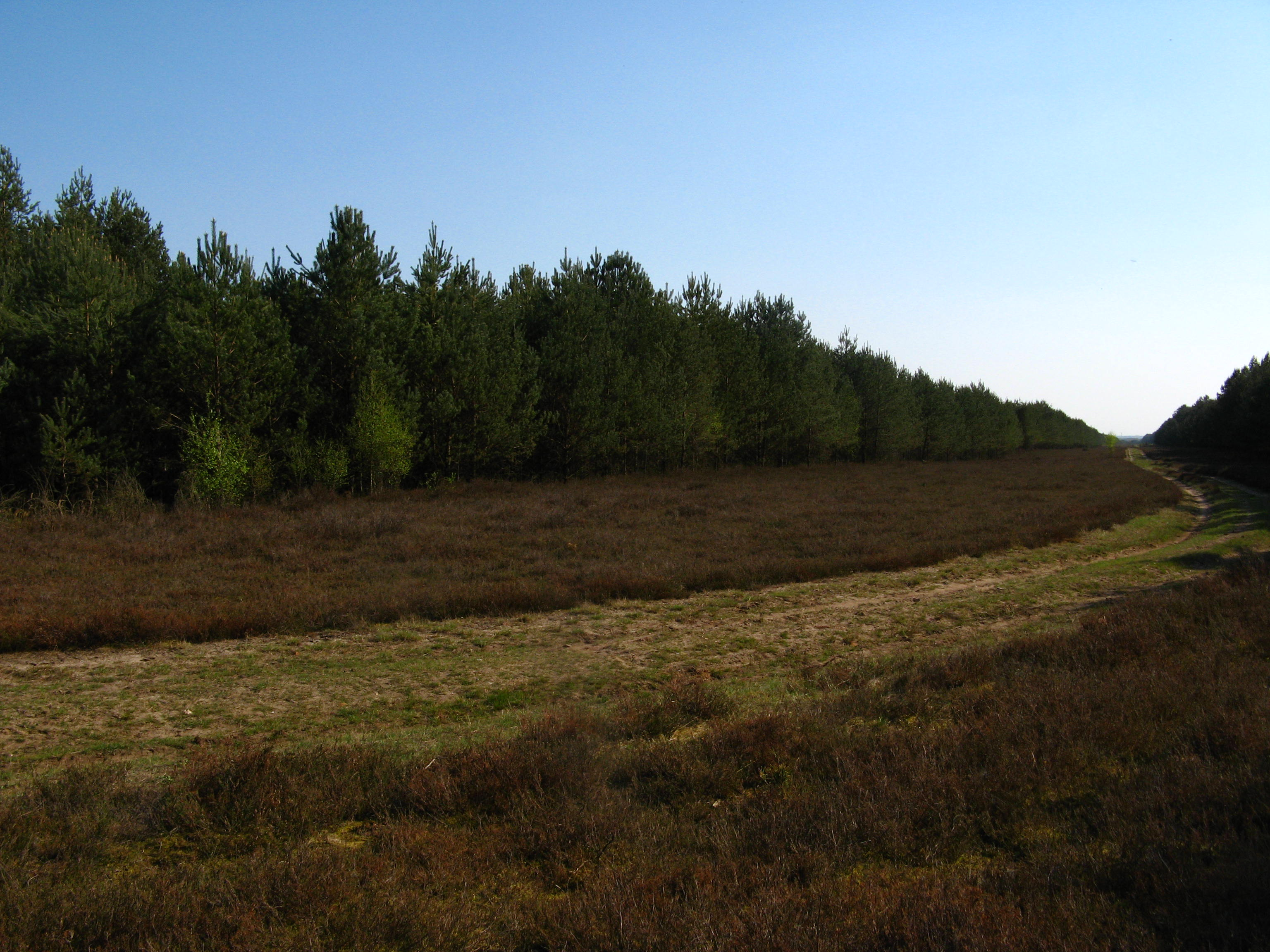
Ehemaliger Kolonnenweg im Bereich „Gartenschläger Eck“, Blickrichtung Südosten

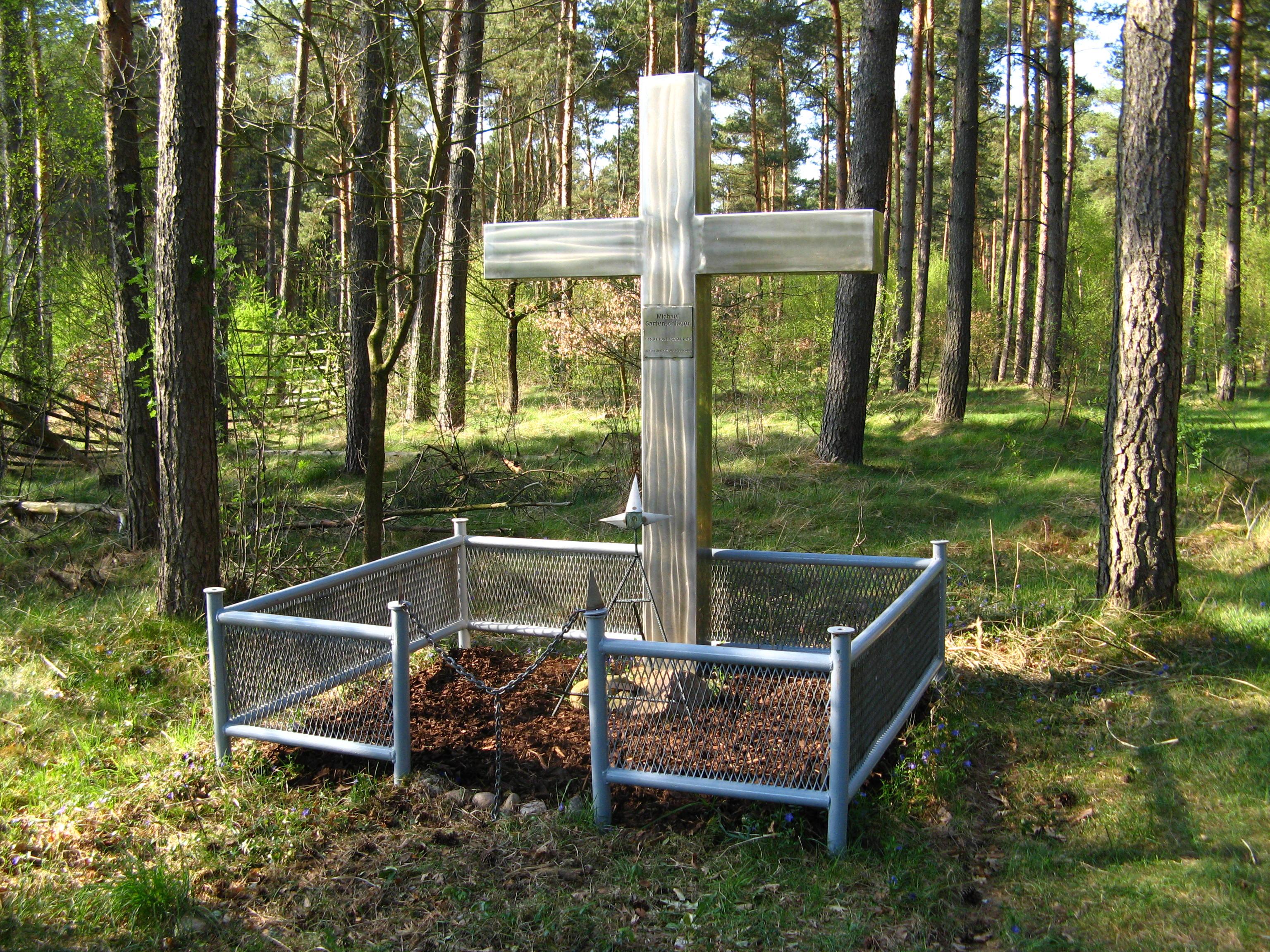
Gedenkkreuz am Todesort Michael Gartenschlägers, ehemalige innerdeutsche Grenze, Blickrichtung Schleswig-Holstein

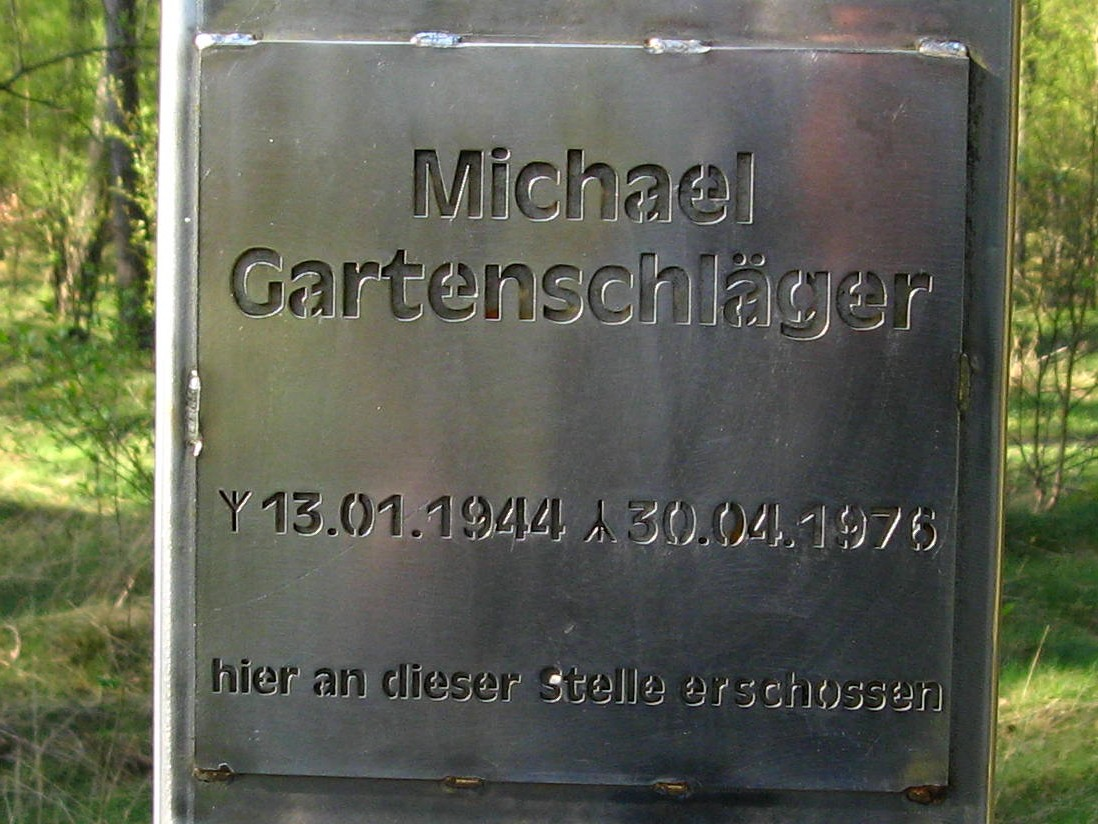
Inschrift Gedenkkreuz Michael Gartenschläger

## Juristische Aufarbeitung
Im März 2000 fand die Verhandlung gegen drei Mitglieder der Doppelposten vor dem Landgericht Schwerin statt. Gegenstand der Verhandlung war die zweite Schussfolge. Da Gartenschläger nach der ersten Schussfolge, die er mit großer Wahrscheinlichkeit selber begonnen hatte, bereits tödlich getroffen war, lautete die Anklage auf versuchten Mord an dem am Boden liegenden Gartenschläger (§§ 211, 22, 23, 25 Abs. 2 StGB). Die Angeklagten wurden freigesprochen, weil nach der Beweislage davon auszugehen war, dass „das Verhalten der Angeklagten durch Notwehr gemäß § 32 StGB oder zumindest durch die Annahme einer Notwehrlage (Putativnotwehr) gerechtfertigt“ war.
Im April 2003 wurde gegen die Vorgesetzten der Doppelposten, den MfS-Oberst Helmut Heckel und den MfS-Oberstleutnant Wolfgang Singer, vor dem Landgericht Berlin verhandelt. Der Prozess gegen den Mitangeklagten Generalleutnant Karl Kleinjung war abgetrennt und später eingestellt worden, nachdem Kleinjung verstorben war. Den Angeklagten wurde vorgeworfen, einen Befehl zur Tötung Gartenschlägers gegeben zu haben. Der Angeklagte Heckel wurde freigesprochen. Gegen Singer wurde das Verfahren wegen Verjährung eingestellt. Gegen die Einstellung des Verfahrens ging die Staatsanwaltschaft in Revision. In seinem Urteil vom 16. Februar 2005 stellte der Bundesgerichtshof fest, „dass die beteiligten Führungskräfte der DDR einschließlich des Angeklagten die – in den Dokumenten hinter dem Wort ,vernichten‘ kaum verborgene – Tötung Gartenschlägers und seiner Helfer für den Fall geplant hatten, dass diese Personen nicht würden festgenommen werden können“. Diese festgestellte erfolglose Aufforderung zur Begehung einer Tat wäre nach § 227 StGB der DDR strafbar, aber inzwischen verjährt. Der BGH erkannte, dass das Verfahren in dem Fall aber nicht einzustellen sei, und sprach den Angeklagten Singer frei.
Das 1961 von der DDR-Justiz gegen Michael Gartenschläger ergangene Urteil (siehe oben) wurde 1992 nach einem Rehabilitierungsantrag seiner Schwester vom Landgericht Frankfurt (Oder) in weiten Teilen aufgehoben.

## Sonstiges
2006 wurde in Gartenschlägers Heimatstadt Strausberg der Antrag, eine Straße nach Michael Gartenschläger zu benennen, von der Stadtverordnetenversammlung abgelehnt.

## TV-Dokumentation
- Gegen die Grenze. Das Leben des Michael Gartenschläger, Fernseh-Dokumentation (44 Min.) von Alexander Dittner & Ben Kempas, Produktion: Xframe GmbH München für den Rundfunk Berlin-Brandenburg (RBB) 2004.

## Ausstellungen
- Michael Gartenschläger – Leben und Sterben zwischen Deutschland und Deutschland (Wanderausstellung der Gedenkstätte Deutsche Teilung Marienborn)
- ELVIS in Deutschland, Haus der Geschichte in Bonn 2004/05

## Spielfilm
- Die Todesautomatik, ZDF-Film nach dem gleichnamigen Buch von Franz Bludau und Lothar Lienicke, Produktion: Polyphon Film- und Fernsehgesellschaft Hamburg, Regie: Niki Stein, Kamera: Arthur Ahrweiler, Drehbuch: Wieland Bauder, Darsteller: Mišel Matičević, Stephan Kampwirth, Loretta Pflaum, Katrin Bühring, Werner Wölbern, Hark Bohm u. a. Erstausstrahlung im November 2007.

## Theaterstück
- Macht das Tor auf, Anlässlich des 30. Todestags Michael Gartenschlägers entwickelte die Berliner Theatertruppe Interkunst e. V. ein Bühnenstück, welches sich mit seiner tragischen Lebensgeschichte auseinandersetzt.